# Neutrón (juego)

Posición inicial con el Neutrón en el medio.

Neutrón un juego abstracto de dos personas. Requiere un tablero de 5x5, y 5 fichas para cada jugador, llamadas Electrones, blancas y negras. Además hay una ficha roja, el Neutrón, compartida por ambos jugadores.

## Movimientos
Blanco mueve primero, y siguen jugando alternadamente. En su turno el jugador debe mover siempre dos fichas, en este orden estricto:
- primero el Neutrón
- luego una ficha de su color.
- Se pueden poner los electrones en la casilla del adversario

Tanto el Neutrón como las demás fichas, llamadas Electrones, pueden ser movidas, en cualquier dirección (horizontal, vertical o diagonal), y en el caso de los electrones es obligatorio desplazarlas lo más posible en la dirección elegida, pero sin ir a ocupar ni saltar por encima de una casilla ya ocupada  y para el Neutrón, solo se puede mover una casilla a la vez. Es decir, que después de elegida una dirección de desplazamiento, la el electrón debe ser movida todo lo posible en tal dirección, hasta quedar su paso bloqueado por otra ficha cualquiera o por el borde del tablero.

El Neutrón desde la casilla del ejemplo, solo puede acceder a una de las 5 casillas señaladas por las flechas. No puede llegar al punto “a” por impedírselo la ficha blanca.

Si las Blancas optan por mover la ficha de esquina inferior derecha, solo podrán hacerlo a una de las 2 casillas señaladas con las flechas.

En su turno, el jugador puede elegir una dirección de desplazamiento para el Neutrón y otra dirección para su ficha. Tanto el Neutrón como la ficha propia deben moverse al menos una casilla.
No hay capturas.

## Final
Gana el primero que consigue llevar el Neutrón a cualquier casilla libre de su línea de partida.

Un jugador pierde si se ve forzado a llevar el Neutrón hacia una casilla de la línea de partida adversaria. También pierde si la situación está bloqueada y en su turno no puede mover el Neutrón o, si después de mover el Neutrón, no puede mover ninguna de sus fichas.
Comienza el turno de las Blancas. Ganan llevando el Neutrón a su línea de partida
- Datos: Q3100090
- Multimedia: Neutron (board game) / Q3100090